# KDevelop
KDevelop je besplatno integrirano razvojno okruženje otvorenog koda (IDE) za računalne operacijske sustave nalik Unixu i za operacijski sustav Microsoft Windows. Pruža mogućnosti uređivanja koda i otklanjanja pogrešaka za nekoliko programskih jezika te podržava integraciju sa sustavima za upravljanje izvornim kodom. KDevelop sadržava parsere za C, C++, Objective-C, OpenCL i JavaScript/QML te uz dodatke podržava i PHP, Python i Ruby.
KDevelop je dio KDE projekta, a zasnovan je na radnim okvirima KDE Frameworks i Qt.